# Meister der Aachener Madonna (Bildschnitzer)

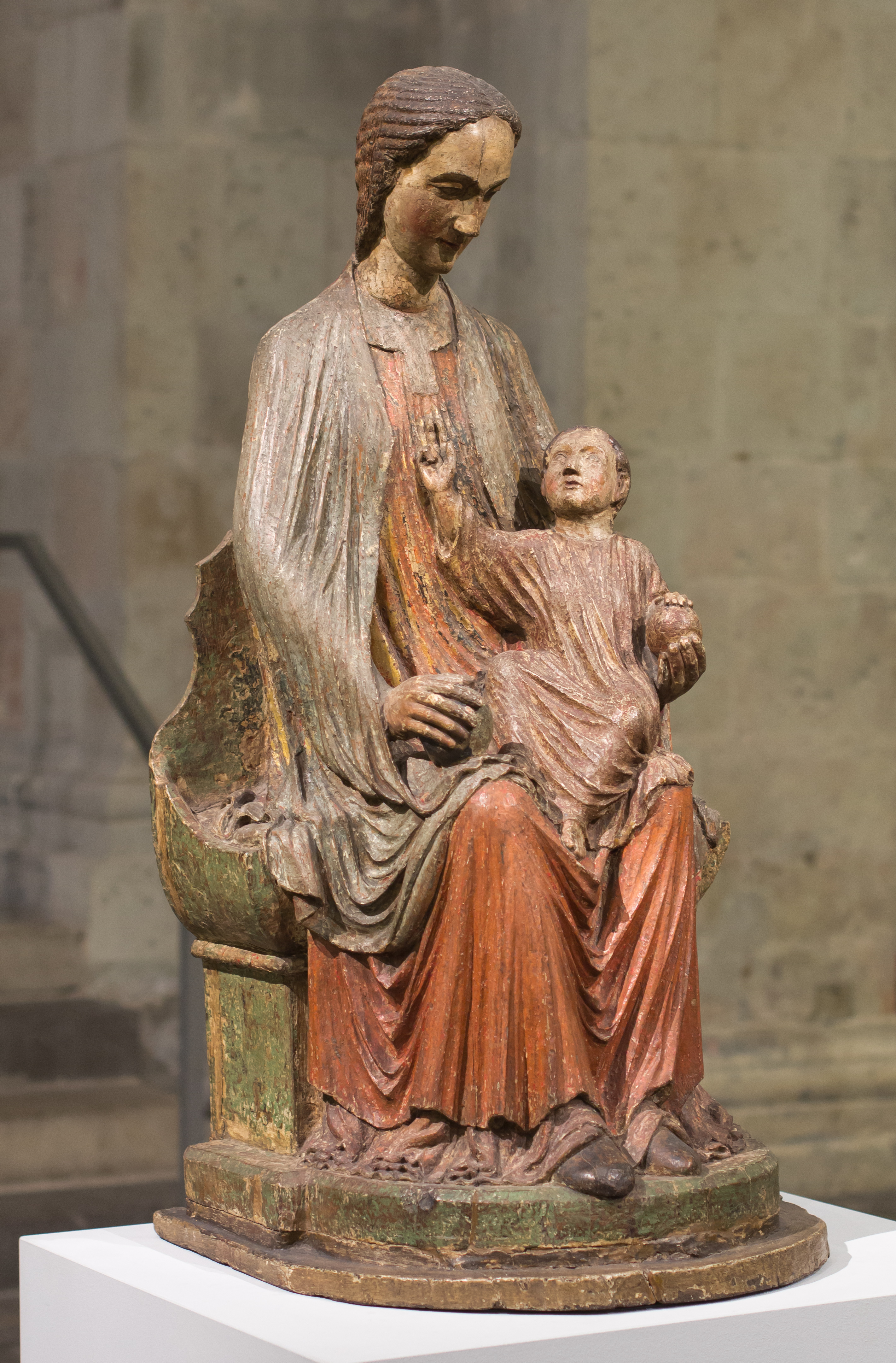
Museum Schnütgen, St. Cäcilien, nördliches Seitenschiff, Blick auf die Aachener Madonna

Als Meister der Aachener Madonna wird manchmal ein namentlich nicht bekannter Bildschnitzer bezeichnet, der um 1230 die Holzfigur einer thronenden Muttergottes mit Kind, die sogenannte Aachener Madonna geschaffen hat. Die etwa 103 Zentimeter hohe Plastik aus Eichenholz war komplett vergoldet und mit Edelsteinen besetzt. Vergoldung und Steine gingen im Laufe der Jahrhunderte verloren und die Figur wurde dann bemalt.
Die Aachener Madonna befindet sich heute im Museum Schnütgen in  Köln.
In der Kunstgeschichte werden gelegentlich als Meister der Aachener Madonna auch ein mittelalterlicher Maler oder ein Holzschnitz-Künstler des 15. Jahrhunderts bezeichnet. Diese stehen mit dem Bildschnitzer der Madonna in keinerlei Verbindung.